# گومنازیوم

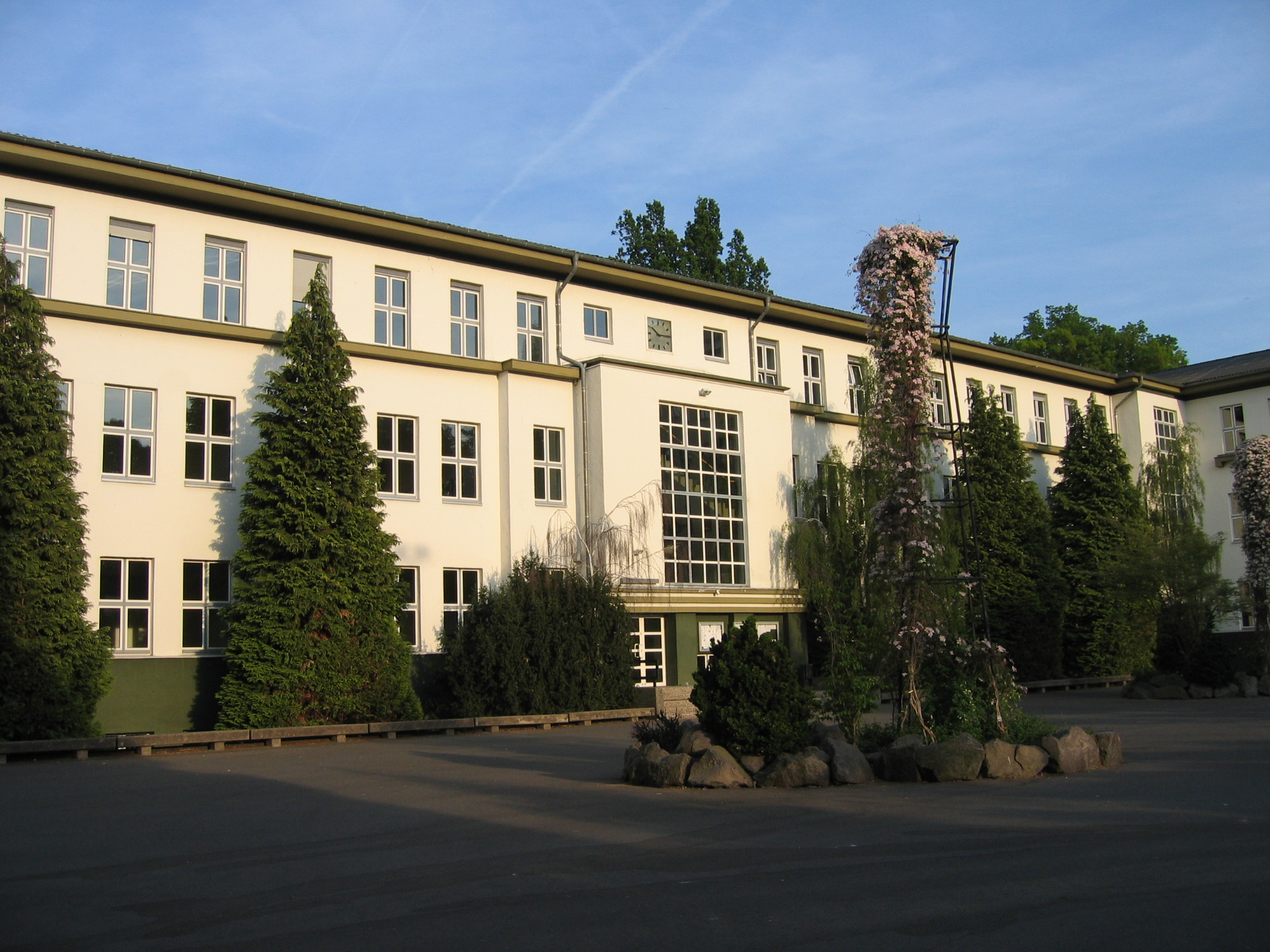
Aloisiuskolleg

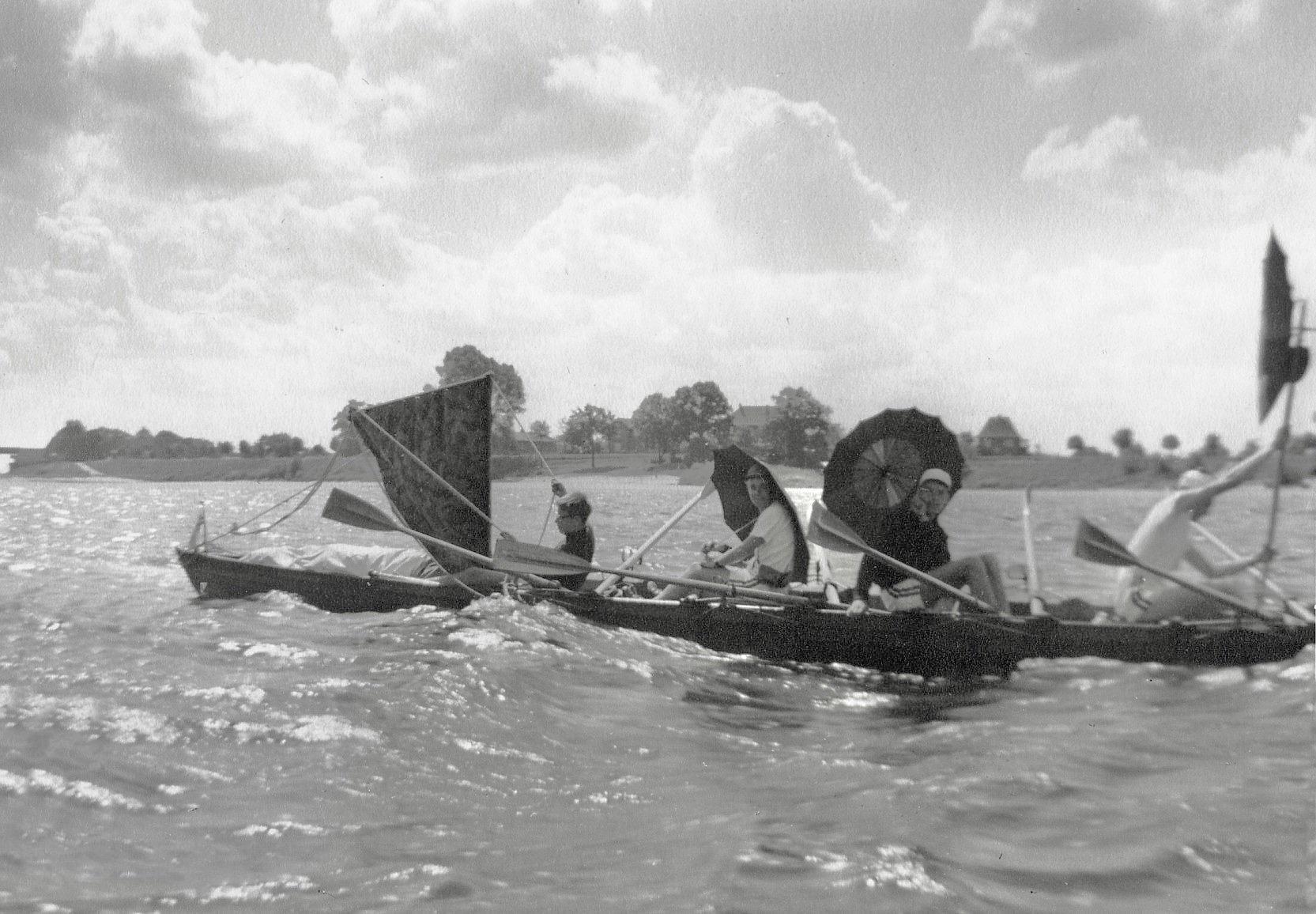

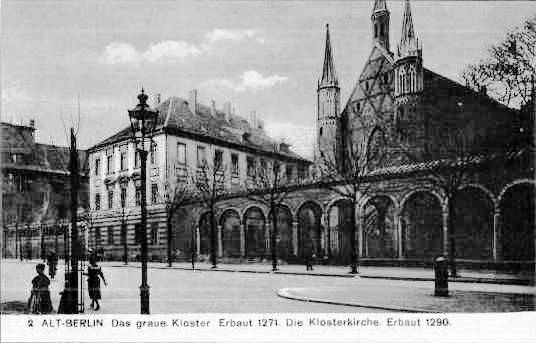

گومنازیوم (انگلیسی: Gymnasium;تلفظ آلمانی: [ɡʏmˈna:zi̯ʊm]) در نظام آموزشی آلمان در میان سه نوع آموزش متوسطه آلمان پیشرفته‌ترین آنهاست، دو نوع دیگر رآلشوله و هاوپتشوله هستند. گونامزیوم شدیداً بر یادگیری دانشگاهی تأکید دارد و با نظام grammar school بریتانیا و پیش‌دانشگاهی در آمریکا قابل مقایسه است. به دانش آموزی که در گونامزیوم تحصیل می‌کند گومناسیاست گفته می‌شود. در سال ۲۰۰۹/۲۰۱۰ در آلمان ۲۰۹۴ گومنازیوم وجود داشت که ح. 2,475,000 دانش آموز در آنها تحصیل می‌کردند.
این مدارس عموماً مدارسی دولتی با بودجه دولتی هستند، اما تعدادی گومنازیوم محلی و خصوصی نیز وجود دارد. در سال ۲۰۰۹/۱۰، ۱۱٫۱درصد از دانش آموزان گومنازیوم در یک سالن خصوصی حضور داشتند. این مدارس اغلب شهریه دریافت می‌کنند، اگرچه بسیاری از آنها بورسیه تحصیلی نیز ارائه می‌دهند. هزینه‌های تحصیل در مقایسه با دیگر کشورهای اروپایی کمتر است. برخی از گومنازیوم‌ها مدارس شبانه‌روزی هستند، در حالی که برخی دیگر به عنوان مدارس روزانه اداره می‌شوند. آنها در حال حاضر عمدتاً به صورت مختلط هستند و تعداد کمی از مدارس تک جنسیتی باقی مانده است.
دانش‌آموزان عموماً در سن ۱۰ سالگی پذیرفته می‌شوند و باید چهار سال (شش سال در برلین و براندنبورگ که در سن ۱۲ سالگی ثبت‌نام می‌شوند) دوره grundschule (آموزش ابتدایی) را گذرانده باشند. در برخی از ایالت‌های آلمان، مجوز درخواست برای گومنازیا به‌طور اسمی به توصیه نامه ای که توسط یک معلم یا معدل مشخصی نوشته شده است، بستگی دارد، اگرچه زمانی که والدین درخواست می‌کنند، می‌توان از مصاحبه برای تصمیم‌گیری در مورد نتیجه استفاده کرد.
به‌طور سنتی، یک دانش آموز به مدت ۹ سال در غرب آلمان در گومنازیوم شرکت می‌کرد. با این حال، از سال ۲۰۰۴، یک جنبش سیاسی قوی برای کاهش زمان صرف شده در گومنازیوم به هشت سال در سراسر آلمان وجود داشته است. امروزه اکثر دانش آموزان در سراسر آلمان به مدت ۸ سال در گومنازیوم شرکت می‌کنند (که G8 نامیده می‌شود) و از سال نهم سنتی یا oberprima صرف نظر می‌کنند (به جز در راینلاند-فالتز و نیدرزاکسن که هنوز یک سال ۱۳دارد؛ باواریا سال سیزدهم را در سال ۲۰۲۴، برمی‌گرداند. نوردراین وستفالن و شلزویگ هلشتاین، سال سیزدهم را در سال ۲۰۲۵ بازمی‌گردانند)، که تقریباً معادل سال اول آموزش عالی است. دانش آموزان سال آخر در امتحان نهایی abitur شرکت می‌کنند.

## تاریخچه
گومنازیوم از جنبش انسان گرایانه قرن شانزدهم به وجود آمد. اولین سیستم مدرسه عمومی که شامل گومنازیوم شد در سال ۱۵۲۸در زاکسن پدیدار شد و بعدها مطالعه یونانی و لاتین به برنامه درسی اضافه شد. این زبان‌ها پایه و اساس آموزش و تحصیل در گومنازیوم شد، که در یک دوره نه ساله ارائه شد. عبری نیز در برخی از گومنازیوم‌ها تدریس می‌شد. ادغام فلسفه، زبان انگلیسی و شیمی در برنامه درسی نیز گومنازیوم را از سایر مدارس متمایز می‌کند.
مدارس متوسطه پروس از سال ۱۹۱۸عنوان "Gymnasium" را دریافت کردند که برای مدتی تنها راه برای تحصیل در دانشگاه بود. به دلیل ظهور ناسیونالیسم آلمانی در دهه ۱۹۰۰، تمرکز Gymnasium بر انسان گرایی مورد حمله قرار گرفت و باعث از دست دادن اعتبار آن شد. یکی از سرسخت‌ترین منتقدان، فردریش لانگه بود که به «اومانیسم بیش از حد و «ایده‌آلیسم زیبایی‌شناختی» مدرسه حمله کرد. او استدلال کرد که این مکتب با اهداف میهن‌پرستی، وظیفه، و ایده آلمانی بودن همسو نیستند و تاریخ کشور نیز می‌تواند آن را فراهم کند. آموزش و بینش ارائه شده توسط مدل‌های دوران باستان کلاسیک. در دوران ناسیونال سوسیالیسم، طبق نظر هیتلر برای دختران عملاً غیرممکن شد که در یک گومنازیوم تحصیل کنند، همان‌طور که در نبرد من آمده است، تحصیل دختران باید مشروط شود. تنها با وظیفه مادری.
پس از جنگ جهانی دوم، آموزش و پرورش آلمان با معرفی سیستم، محتوا، اهداف و اخلاق جدید اصلاح شد. Gymnasium همراه با مدارس حرفه ای و عمومی حفظ شد.

### دیگر روش‌ها
Realgymnasium در عوض یک دوره نه ساله شامل لاتین، اما نه یونانی ارائه می‌دهد. Prussian Progymnasien و Realprogymnasien دوره‌های شش یا هفت ساله ارائه کردند و اوبرشولن بعداً دوره‌های نه ساله را بدون یونانی و لاتین ارائه داد.

## گومنازیوم برای دختران
اوایل قرن بیستم شاهد افزایش تعداد مدارس دخترانه Lyzeum بود که یک دوره شش ساله ارائه می‌کردند. برجستگی روزافزون گومنازیوم دختران عمدتاً به دلیل برتری جنبش فمینیستی آلمان در قرن نوزدهم و بیستم بود که مطابق با افزایش تقاضا برای تحصیلات دانشگاهی زنان بود.
گومنازیوم‌های مختلط از دهه ۹۷۰ رایج شده است و امروزه گومنازیوم‌های تک جنسیتی در آلمان نادر است.